# Guillermo Galeote
Guillermo Galeote Jiménez, né le 6 mai 1941 à Saint-Sébastien, et mort le 28 janvier 2021 à Madrid, est un homme politique espagnol membre du Parti socialiste ouvrier espagnol (PSOE).

## Biographie

### Vie professionnelle
Il est médecin de profession.

### Vie politique
Il adhère aux Jeunesses socialistes en 1960, puis au PSOE deux ans après. Militant dans la clandestinité sous le pseudonyme « Ernesto », il participe à l'organisation du parti dans la province de Cordoue.
Il est élu membre de la commission exécutive fédérale du PSOE (CEF) lors du congrès de Suresnes en octobre 1974, en tant que secrétaire à la Propagande, une fonction dans laquelle il est confirmé deux ans plus tard.
Pour les élections législatives constituantes du 15 juin 1977, il est investi tête de liste du PSOE dans la circonscription électorale de Cordoue. À 36 ans, il se trouve élu au Congrès des députés.
Il quitte la direction du PSOE en mai 1979 après la formation d'un exécutif provisoire, mais retourne y siéger dès septembre suivant comme secrétaire à la Presse et à la Propagande. Il est désigné deuxième vice-président de la commission de contrôle parlementaire de la Radiotélévision espagnole en 1980.
Nommé secrétaire à l'Image de la CEF en octobre 1981, puis président de la commission de la Défense du Congrès après les élections législatives anticipées de 1982, il devient secrétaire aux Communications du Parti socialiste en décembre 1984. Il renonce à sa présidence de commission à la suite des élections législatives anticipées de 1986. En janvier 1988, le secrétaire général du PSOE Felipe González le choisit comme nouveau secrétaire à l'Administration et aux Finances, en remplacement d'Emilio Alonso.
En conséquence d'accusations de financement illégal à l'encontre du Parti socialiste, Gaelote présente le 20 juin 1991 sa démission à González, qui la refuse mais le décharge de l'ensemble de ses responsabilités qu'il confie temporairement à Francisco Fernández Marugán, secrétaire aux Affaires économiques. Il cesse alors d'assister à toute réunion de la CEF, du comité fédéral et au Congrès des députés. En avril 1993, la direction du parti décide qu'il ne sera pas candidat à un cinquième mandat parlementaire lors des élections prévues plus tard dans l'année, en conséquence des investigations judiciaires sur le financement du PSOE.
Appelé à comparaître en vue d'une mise en examen pour faux en écriture et délit contre le trésor public en octobre 1994, il déclare devant le juge d'instruction qu'il était le seul responsable des finances du parti, mettant hors de cause le vice-secrétaire général Alfonso Guerra et le secrétaire à l'Organisation Txiki Benegas. Sa mise en examen est levée par le Tribunal suprême en juillet 1997, deux mois avant l'ouverture du procès, en considérant que l'écrit d'accusation du Parti populaire (PP), seule partie au procès qui le mettait en cause, était nul et sans effet puisque dépourvu de faits concrets.

### Décès
Guillermo Galeote meurt le 28 janvier 2021 à Madrid, à l'âge de 79 ans, des suites de la Covid-19,.